# Sludge metal

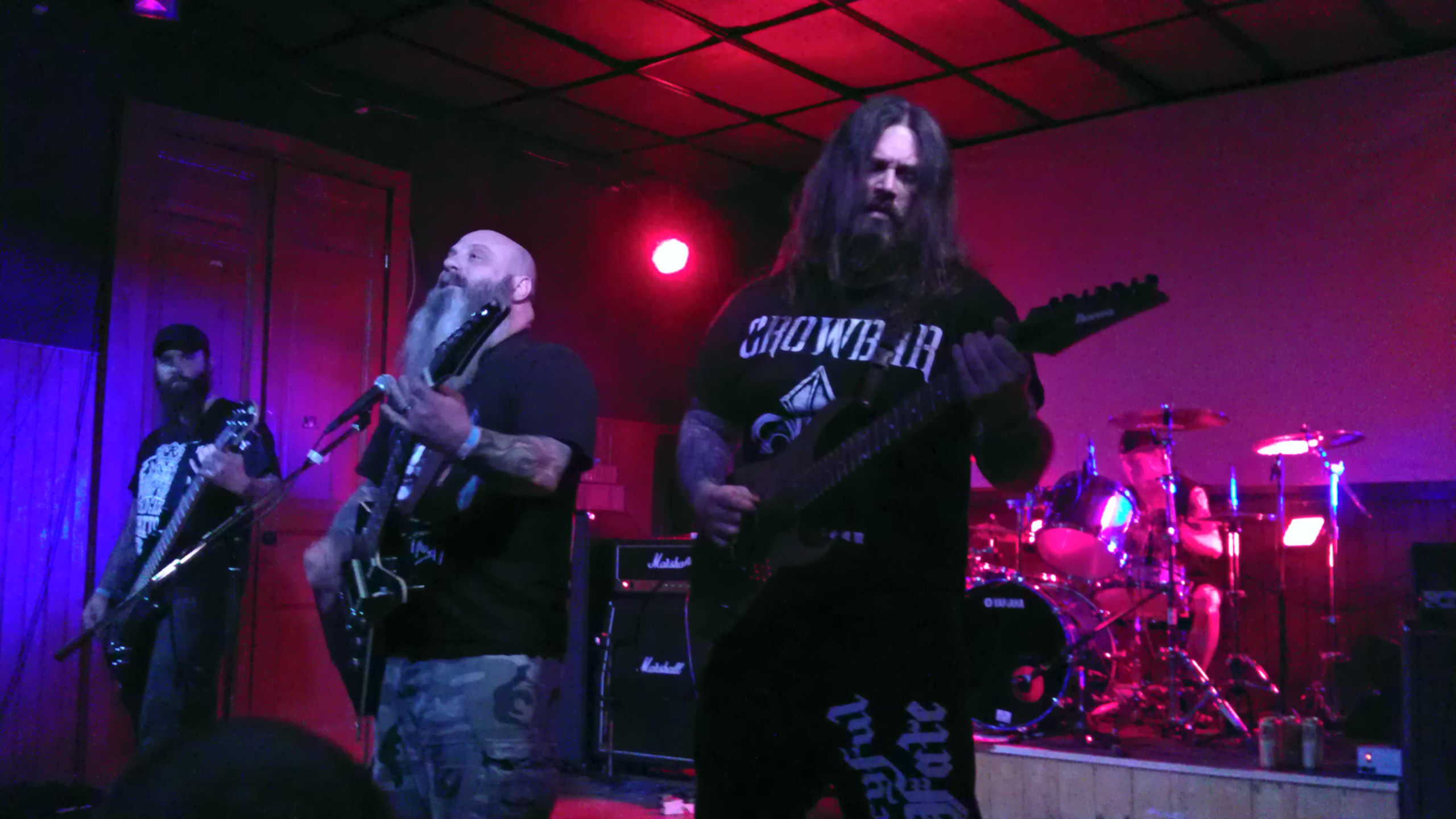
trup Crowbar (2015)

Sludge metal (sau simplu "sludge" sau "sludge doom") este un subgen al muzicii heavy metal care îmbină elemente de doom metal și hardcore punk, uneori încorporând influențe din grunge și noise rock. În timp ce stilul a fost anticipat de Melvins din Washington, mulți din pionerii timpurii ai genului au fost din New Orleans.

## Formații de sludge metal

### Traditional/Southern sludge metal
- Acid Bath[2]
- Buzzov*en[3]
- Corrosion of Conformity[4]
- Crowbar (formed in 1989 as The Slugs)
- Down[4]
- Eyehategod[5]
- Iron Monkey[6]
- Melvins[7]
- Superjoint Ritual[4]

### Stoner sludge metal
Aceste formații au îmbinat trăsăturile tipice ale stoner metal cu cele de sludge metal, și pot fi considerate parte a ambelor genuri.
- Bongzilla[8]
- Electric Wizard[9]
- High on Fire[10][11]
- Kylesa[12]
- Mico de Noche[13][14]
- Torche[15]
- Weedeater[16]

### Alte fuziuni cu sludge metal
- Alice in Chains (sludge metal, alternative metal și hard rock)[17][18][19][20][21][22]
- Baroness (sludge metal și progressive metal)[23][24]
- Black Label Society (sludge metal, hard rock and Southern rock)[25]
- Black Tusk (sludge metal, hardcore punk and stoner rock)[26][27]
- Boris (sludge metal și drone metal)[28]
- Cancer Bats (sludge metal, hardcore punk and southern rock)[29][30][31]
- Dumb Numbers (sludge, doom, noise rock, "swooning feedback pop")[32][33]
- Fudge Tunnel (sludge metal, noise rock and alternative metal)[34]
- Helms Alee (sludge metal și shoegaze)[35][36]
- Isis (sludge metal și post-rock)[37]
- KEN Mode (sludge metal, noise rock and post-hardcore)[38][39]
- Kingdom of Sorrow (sludge metal și metalcore)[40]
- Lair of the Minotaur (sludge metal și thrash metal)[41]
- Mastodon (sludge metal, progressive metal și alternative metal)[42]
- Mistress (sludge metal și death metal)[43]
- Part Chimp (sludge metal și noise rock)[44]
- Soilent Green (sludge metal și grindcore)[45][46][47]
- Will Haven (sludge metal și metalcore)[48]